# 进贤路
进贤路是中華人民共和國上海市黃浦區一條東西走向道路，道路為瀝青路面，也是一條單行道。道路西起陕西南路，东经茂名南路，至长乐路362弄口。道路全长420米，宽12.1米至12.3米，其中车行道宽7.4米至7.5米，道路修建於1926年，最初名字叫做普恩济世路（Route John Prentice），路名來自於泼兰的斯。1943年道路更名為进贤路，路名來自於江西省进贤县。